# Municipio de Almoloya
El municipio de Almoloya es uno de los ochenta y cuatro municipios que conforman el estado de Hidalgo, México. La cabecera municipal y la localidad más poblada es Almoloya.
Almoloya se localiza al sur del territorio hidalguense entre los paralelos 19°37′ y 19°51′ de latitud norte; los meridianos 98°11′ y 98°27′ de longitud oeste; con una altitud entre 2600 y 3300 m s. n. m. Este municipio cuenta con una superficie de 272.31 km², y representa el 1.31 % de la superficie del estado; dentro de la región geográfica denominada como la Altiplanicie pulquera.
Colinda al norte con el municipio de Apan, Hidalgo y al noreste y este con el municipio de Chignahuapan, Puebla; al sur con el municipio de Tlaxco, Tlaxcala y el municipio de Apan, Hidalgo; al oeste con el municipio de Apan, Hidalgo.

## Toponimia
Del náhuatl, Atl ‘agua’ y molonhi ‘manantial’, obteniéndose ”Lugar donde emana el agua”.

## Historia
El municipio participó en la guerra de Independencia; desde agosto de 1811 dio el primer incentivo José Francisco Osorno, quien estando al frente de contingentes operó en los territorios de los estados de Hidalgo, Puebla y Tlaxcala, cuyo centro es precisamente el municipio de Almoloya.
Al formarse el estado de Hidalgo por decreto del 15 de enero de 1869, Almoloya pasó a formar parte de la entidad bajo la jurisdicción del distrito de Apan.

## Geografía

### Relieve e hidrográfica
En cuanto a fisiografía se encuentra en la provincia del Eje Neovolcánico; dentro de la subprovincia de Lagos y Volcanes de Anáhuac. Su territorio es lomerío (65.0 %) y llanura (35.0 %). Sus principales elevaciones son el cerro La Peñuela, El Cuervo, Coronilla, Cuautlatilpan, Coyote, Las Águilas, San Antonio, El Muerto, El Manguillo, Blanco, Cuatro Vientos, Zotoluca y el cerro la Peña el Tepozán. El cerro la Peñuela con 3380 metros sobre el nivel del mar es el punto más elevado del estado de Hidalgo
En cuanto a su geología corresponde al periodo neógeno (70.85%) y cuaternario (28.0%). Con rocas tipo ígnea extrusiva: toba ácida (30.85%), andesita (17.0%), basalto (16.0%), riolita (10.0%) y brecha volcánica básica (3.0%); Suelo: aluvial (22.0%). En cuanto a edafología el suelo dominante es phaeozem (49.0%), vertisol (22.85%), andosol (14.0%), leptosol (11.0%) y umbrisol (2.0%).
En lo que respecta a la hidrología se encuentra posicionado en las regiones hidrológicas del Pánuco (94.0%) y Tuxpan–Nautla (6.0%); en la cuenca del río Moctezuma (94.0%) y río Tecolutla (6.0%); dentro de la subcuenca lagunas Tochac y Tecocomulco (94.0%) y río Laxaxalpan (6.0%). Las corrientes de agua que conforman el municipio son: El Tepozán, Río Frío, Río Cuatlaco, Barranca El Charro, Barranca Melcochero, Río Santa Inés y Río Malayerba.

### Clima
El territorio municipal se encuentran los siguientes climas con su respectivo porcentaje: Templado subhúmedo con lluvias en verano, de humedad media (69.0%) y templado subhúmedo con lluvias en verano, de menor humedad (31.0%).

### Ecología
La flora presenta una vegetación semidesértica, con especies forestales como: pino, oyamel, encino y cedro rojo, además de algunas otras coníferas, latífoliadas no especificadas y con predominio de pastizal. . En cuanto a la fauna se integra principalmente por venado, coyote, tlacuache, armadillo, liebre, conejo, tuza, hurón, zorrillo, cacomixtle, palomas de distintas especies, patos, garza, chichicuilote, agachón, tordo, tórtola, tecolote, quebrantahuesos, cuijes, gorrión, además de una gran variedad de reptiles, insectos y arácnidos.

## Demografía

### Población
De acuerdo a los resultados que presentó el Censo de Población y Vivienda 2020 del INEGI, el municipio cuenta con un total de 12 546 habitantes, siendo 6070 hombres y 6476 mujeres. Tiene una densidad de 46.1 hab/km², la mitad de la población tiene 29 años o menos, existen 93 hombres por cada 100 mujeres.
El porcentaje de población que habla lengua indígena es de 0.16 %, y el porcentaje de población que se considera afromexicana o afrodescendiente es de 0.76 %. Tiene una Tasa de alfabetización de 99.2 % en la población de 15 a 24 años, de 91.5 % en la población de 25 años y más. El porcentaje de población según nivel de escolaridad, es de 6.2 % sin escolaridad, el 64.4 % con educación básica, el 20.7 % con educación media superior, el 8.6 % con educación superior, y 0.1 % no especificado.
El porcentaje de población afiliada a servicios de salud es de 78.6 %. El 26.3 % se encuentra afiliada al IMSS, el 67.5 % al INSABI, el 3.0 % al ISSSTE, 0.1 % IMSS Bienestar, 2.6 % a las dependencias de salud de PEMEX, Defensa o Marina, 0.9 % a una institución privada, y el 0.2 % a otra institución. El porcentaje de población con alguna discapacidad es de 6.6 %. El porcentaje de población según situación conyugal, el 30.7 % se encuentra casada, el 29.5 % soltera, el 27.7 % en unión libre, el 6.0 % separada, el 1.1 % divorciada, el 5.1 % viuda.
Para 2020, el total de viviendas particulares habitadas es de 3560 viviendas, representa el 0.4 % del total estatal. Con un promedio de ocupantes por vivienda 3.5 personas. Predominan las viviendas con los siguientes materiales: adobe y concreto, el tipo de la propiedad corresponde a la privada. En el municipio para el año 2020, el servicio de energía eléctrica abarca una cobertura del 98.8 %; el servicio de agua entubada un 57.9 %; el servicio de drenaje cubre un 95.7 %; y el servicio sanitario un 95.9 %.

### Localidades
Para el año 2020, de acuerdo al Catálogo de Localidades, el municipio cuenta con 81 localidades:
| Código INEGI | Localidad                         | Población (2020) | Porcentaje (%) | Ámbito Población | Categoría Población |
| ------------ | --------------------------------- | ---------------- | -------------- | ---------------- | ------------------- |
| 130070001    | Almoloya                          | 5618             | 44.78          | Urbana           | Villa               |
| 130070024    | Ocotepec                          | 833              | 6.64           | Rural            | Comunidad           |
| 130070043    | Santiago Tetlapayac               | 794              | 6.33           | Rural            | Comunidad           |
| 130070047    | Tepepatlaxco (El Llano)           | 671              | 5.35           | Rural            | Comunidad           |
| 130070049    | Tepetlayuca                       | 596              | 4.75           | Rural            | Comunidad           |
| 130070035    | San Isidro Tetlapayac             | 580              | 4.62           | Rural            | Comunidad           |
| 130070032    | Rancho Nuevo                      | 577              | 4.60           | Rural            | Comunidad           |
| 130070025    | Ocotepec de Morelos               | 575              | 4.58           | Rural            | Comunidad           |
| 130070051    | El Tepozán (San Gabriel)          | 444              | 3.54           | Rural            | Ranchería           |
| 130070039    | San Lorenzo Xicoténcatl           | 231              | 1.84           | Rural            | Ranchería           |
| 130070034    | Cuatlaco                          | 193              | 1.54           | Rural            | Ranchería           |
| 130070037    | San José Coliuca                  | 135              | 1.08           | Rural            | Ranchería           |
| 130070111    | El Pozo                           | 122              | 0.97           | Rural            | Ranchería           |
| 130070055    | Las Vigas                         | 103              | 0.82           | Rural            | Ranchería           |
| 130070136    | El Llorón                         | 98               | 0.78           | Rural            | Ranchería           |
| 130070019    | Huimiyucan                        | 84               | 0.67           | Rural            | Ranchería           |
| 130070010    | La Coronilla                      | 74               | 0.59           | Rural            | Ranchería           |
| 130070007    | Hacienda Cuatlaco                 | 56               | 0.45           | Rural            | Ranchería           |
| 130070086    | El Lindero                        | 50               | 0.40           | Rural            | Ranchería           |
| 130070098    | San Antonio Alconedo              | 45               | 0.36           | Rural            | Ranchería           |
| 130070170    | Los Rosales                       | 36               | 0.29           | Rural            | Ranchería           |
| 130070020    | Las Maravillas                    | 35               | 0.28           | Rural            | Ranchería           |
| 130070056    | La Violeta                        | 34               | 0.27           | Rural            | Ranchería           |
| 130070041    | Los Órganos                       | 34               | 0.27           | Rural            | Ranchería           |
| 130070172    | Colonia Martínez                  | 33               | 0.26           | Rural            | Ranchería           |
| 130070176    | Texcalaque                        | 27               | 0.22           | Rural            | Ranchería           |
| 130070106    | Los Ojitos                        | 26               | 0.21           | Rural            | Ranchería           |
| 130070082    | Alejandro Saldivar                | 24               | 0.19           | Rural            | Ranchería           |
| 130070168    | La Loma Bonita                    | 24               | 0.19           | Rural            | Ranchería           |
| 130070067    | La Misa                           | 24               | 0.19           | Rural            | Ranchería           |
| 130070038    | San Juan Violeta                  | 22               | 0.18           | Rural            | Ranchería           |
| 130070085    | Laguna del Puerco                 | 20               | 0.16           | Rural            | Ranchería           |
| 130070128    | El Sabinal                        | 19               | 0.15           | Rural            | Ranchería           |
| 130070177    | Los Gavilanes                     | 19               | 0.15           | Rural            | Ranchería           |
| 130070090    | Santa Brígida                     | 19               | 0.15           | Rural            | Ranchería           |
| 130070167    | El Calvario                       | 18               | 0.14           | Rural            | Ranchería           |
| 130070018    | Huacalillos                       | 18               | 0.14           | Rural            | Ranchería           |
| 130070104    | El Nopal                          | 17               | 0.14           | Rural            | Ranchería           |
| 130070026    | La Ordeña                         | 17               | 0.14           | Rural            | Ranchería           |
| 130070175    | Don Mateo Díaz (La Arboleda)      | 15               | 0.12           | Rural            | Ranchería           |
| 130070022    | El Mexicano                       | 13               | 0.10           | Rural            | Ranchería           |
| 130070171    | Antonio P. Ramírez [Colonia]      | 12               | 0.10           | Rural            | Ranchería           |
| 130070069    | La Providencia                    | 12               | 0.10           | Rural            | Ranchería           |
| 130070169    | La Frontera                       | 9                | 0.07           | Rural            | Ranchería           |
| 130070016    | Golondrinas                       | 8                | 0.06           | Rural            | Ranchería           |
| 130070174    | Los Ángeles                       | 8                | 0.06           | Rural            | Ranchería           |
| 130070173    | Nopal del Buen Querer             | 8                | 0.06           | Rural            | Ranchería           |
| 130070178    | Agua Limpia                       | 7                | 0.06           | Rural            | Ranchería           |
| 130070011    | El Cuatezón                       | 7                | 0.06           | Rural            | Ranchería           |
| 130070068    | El Portezuelo                     | 7                | 0.06           | Rural            | Ranchería           |
| 130070005    | El Capulín                        | 6                | 0.05           | Rural            | Ranchería           |
| 130070006    | El Carmen                         | 6                | 0.05           | Rural            | Ranchería           |
| 130070074    | Hacienda Rancho Nuevo             | 6                | 0.05           | Rural            | Ranchería           |
| 130070079    | La Fragua                         | 6                | 0.05           | Rural            | Ranchería           |
| 130070091    | Santa Elena                       | 6                | 0.05           | Rural            | Ranchería           |
| 130070052    | Hacienda el Tepozán               | 5                | 0.04           | Rural            | Ranchería           |
| 130070046    | Techachales                       | 5                | 0.04           | Rural            | Ranchería           |
| 130070179    | Agua Bendita                      | 4                | 0.03           | Rural            | Ranchería           |
| 130070108    | El Pájaro                         | 4                | 0.03           | Rural            | Ranchería           |
| 130070118    | El Recuerdo                       | 4                | 0.03           | Rural            | Ranchería           |
| 130070008    | Hacienda Coliuca                  | 4                | 0.03           | Rural            | Ranchería           |
| 130070048    | Hacienda Tepepatlaxco             | 4                | 0.03           | Rural            | Ranchería           |
| 130070073    | Las Palomas                       | 4                | 0.03           | Rural            | Ranchería           |
| 130070109    | Los Sosa                          | 3                | 0.02           | Rural            | Ranchería           |
| 130070125    | Álvaro López Avilés               | 2                | 0.02           | Rural            | Ranchería           |
| 130070064    | El Chapulín                       | 2                | 0.02           | Rural            | Ranchería           |
| 130070099    | El Durazno                        | 2                | 0.02           | Rural            | Ranchería           |
| 130070152    | El Mirador                        | 2                | 0.02           | Rural            | Ranchería           |
| 130070165    | El Venado (Tomás Castillo Cortés) | 2                | 0.02           | Rural            | Ranchería           |
| 130070072    | La Loma                           | 2                | 0.02           | Rural            | Ranchería           |
| 130070029    | La Presa                          | 2                | 0.02           | Rural            | Ranchería           |
| 130070071    | La Venta                          | 2                | 0.02           | Rural            | Ranchería           |
| 130070116    | Rancho del Cristo                 | 2                | 0.02           | Rural            | Ranchería           |
| 130070157    | San Andrés                        | 2                | 0.02           | Rural            | Ranchería           |
| 130070139    | San Francisco [Rancho]            | 2                | 0.02           | Rural            | Ranchería           |
| 130070114    | El Cazadero                       | 1                | 0.01           | Rural            | Ranchería           |
| 130070013    | El Cuervo                         | 1                | 0.01           | Rural            | Ranchería           |
| 130070031    | El Pozo                           | 1                | 0.01           | Rural            | Ranchería           |
| 130070014    | La Defensa                        | 1                | 0.01           | Rural            | Ranchería           |
| 130070021    | La Mesa del Gallo                 | 1                | 0.01           | Rural            | Ranchería           |
| 130070121    | Tlalpiza                          | 1                | 0.01           | Rural            | Ranchería           |

## Política
Se erigió como municipio a partir del 17 de octubre de 1868. El Ayuntamiento está compuesto por: 1 presidente municipal, 1 síndico, 8 regidores, 19 delegados municipales y 13 comisariados ejidales. El municipio está integrado 13 secciones electorales,  de la 0114 a la 0126. Para la elección de diputados federales a la Cámara de Diputados de México y diputados locales al Congreso de Hidalgo, se encuentra integrado al VII Distrito Electoral Federal de Hidalgo y al X Distrito Electoral Local de Hidalgo. A nivel estatal administrativo pertenece a la Macrorregión II y a la Microrregión XVII, además de a la Región Operativa V Apan.

### Cronología de presidentes municipales
| Periodo                  | Nombre                           | Afiliación política        |
| ------------------------ | -------------------------------- | -------------------------- |
| 1964-1970                | Rafael Ramírez Vargas            | -                          |
| 1967-1970                | Vidal Cortes Pérez               | -                          |
| 1970-1973                | Rodolfo del Razo López           | -                          |
| 1973-1976                | Eraclio Agiss Martel             | -                          |
| 1976-1979                | Antonio Ramírez Vargas           | -                          |
| 1979-1982                | Miguel Contreras Hernández       | -                          |
| 1982-1985                | Marcos Zambrano Hernández        | -                          |
| 1985- 1988               | Ernesto Agis Buchan              | -                          |
| 1988-1991                | Mario Zambrano Hernández         | -                          |
| 1991-1994                | Misael Islas Alba                | -                          |
| 16/01/1994 al 15/01/1997 | Pedro Rodríguez Jiménez          | PRI                        |
| 16/01/1997 al 15/01/2000 | Rafael Olvera Quintos            | PRI                        |
| 16/01/2000 al 15/01/2003 | Horacio Ramírez Curiel           | PRI                        |
| 16/01/2003 al 15/01/2006 | Jesús Felipe Alvarado Álvarez    | PRI                        |
| 16/01/2006 al 15/01/2009 | Gabriel Hernández Fernández      | PAN                        |
| 16/01/2009 al 15/01/2012 | Adán Ramírez Curiel              | Coalición Mas x Hidalgo    |
| 16/01/2012 al 04/09/2016 | Gerardo López Ramírez            | PRD                        |
| 05/09/2016 al 04/09/2020 | Víctor Manuel Hernández Paredes  | PRI                        |
| 05/09/2020 al 14/12/2020 | Dante Ramses Hernández Islas     | Concejo municipal Interino |
| 15/12/2020 al 04/09/2024 | Blanca Margarita Ramírez Benítez | PRI                        |
| 05/09/2024 al 04/09/2027 | María Marina Ramírez Sánchez     | Morena                     |

## Economía
En 2015 el municipio presenta un IDH de 0.702 Alto, por lo que ocupa el lugar 44.º a nivel estatal; y en 2005 presentó un PIB de $501 409 292 pesos mexicanos, y un PIB per cápita de $47 134 (pesos a precios corrientes de 2005).
En materia de agricultura los principales productos que se cosechan en este municipio son maíz grano con 585 hectáreas, cebada grano con 8 mil 634, avena forrajera con 2395, avena grano con 200, frijol con 35, alfalfa verde con 19 y el maguey pulquero con 13 hectáreas. La ganadería se cría ganado bovino de carne y leche, el cual cuenta con una población de 1339 cabezas, caprino con 1056 cabezas, porcino con 982 cabezas y ovino con 9250 cabezas. En relación con la avicultura, en algunas localidades del Municipio se cuenta con aves de postura y engorda, con una población de 256 097 aves de corral. En silvicultura la producción forestal maderable, es principalmente a base de coníferas como el oyamel y el pino.
Para 2015 existen en Almoloya 268 unidades económicas, que generaban empleos para 504 personas. En lo que respecta al comercio, para el año 2015 se cuentan en el municipio 3 establecimientos de DICONSA y un tianguis.
De acuerdo con cifras al año 2015 presentadas en los censos económicos por el INEGI, la población económicamente activa de 12 años y más del municipio asciende a 4079 de las cuales 3904 se encuentran ocupadas y 175 se encuentran desocupadas. El 24.46% pertenece al sector primario, el 37.60% pertenece al sector secundario, el 36.91% pertenece al sector terciario.